# Budgetts groda
Budgetts groda (Lepidobatrachus laevis) är en groda som tillhör familjen Ceratophryidae och finns i mellersta Sydamerika. 

## Beskrivning
Budgetts groda är en stor groda med tillplattad kropp, brett huvud och mycket bred mun med flera stora tänder i överkäken, och två stora tänder i underkäken. Ögon och näsborrar sitter ovanpå huvudet, och trumhinnan är tydligt framträdande. Benen är korta, och bakfoten är försedd med simhud. Ovansidan är grå till mörkgrön med mörka fläckar med orangefärgad kant. Området kring näsborrar och ögon kontrasterar ibland i ljusgrönt. Buksidan är enfärgat vitaktig till blekt beige. Strupen hos könsmogna hanar är svartblå. Honan kan bli 10 cm lång, hanen omkring 5 cm.

## Utbredning
Grodan finns i sydöstra Bolivia, norra Argentina och nordvästra Paraguay.

## Ekologi
Grodan lever i torra områden och påträffas under sommarregnen i oktober till mars i regnvattenpölar på höjder upp till 200 m. Den förekommer även i konstgjorda vattensamlingar. Under den torra vintern gräver den ner sig i jorden med hjälp av bakfötterna och bildar ett kokongliknande hölje av ömsat skinn. Arten är mycket aggressiv och försvarar sig med höga skrik och bett. Under sommaren är de nattaktiva, och sitter och lurar på bytet gömda i dyn bland vegetationen. Bytet består framför allt av andra groddjur, stora insekter och snäckor. Uppgifter finns även att den tar mindre däggdjur.

### Fortplantning
Grodan leker i samband med sommarens, regntidens, början. En hona kan lägga så mycket som 1 400 ägg, som utvecklas till yngel som i motsats till vad är fallet för de flesta grodyngel är köttätare. Bytet sväljes helt, och kannibalism förekommer. En unik egenskap inom groddjursvärlden är att ynglen har stora munnar som nästan är kopior av de vuxna djurens, i stället för att ha de näbbliknande mundelar som är vanliga bland grodyngel.

## Status
Budgetts groda är klassificerad av IUCN som livskraftig ("LC"), men populationen minskar, framför allt i Argentina. Orsakerna är inte helt klarlagda, men man misstänker att bränder och för starkt betestryck kan ha bidragit. Utökning av jordbruksmark är en vanlig orsak för många arter i Argentina. Generellt anses dock inte arten speciellt hotad.